# Vepříkov
Vepříkov (německy Wepschikau) je obec v okrese Havlíčkův Brod v Kraji Vysočina. Žije zde 337 obyvatel. Obcí protéká Vepříkovský potok, který je pravostranným přítokem říčky Sázavky.

## Části obce
- Vepříkov
- Miřátky

## Historie
První písemná zmínka o obci pochází z roku 1542. 31. července 1911 ves kompletně vyhořela, shořelo 63 domů. Požár přežila jen budova školy, dva domy a jedna usedlost. Požár si vyžádal i dvě oběti na životech.
Obec Vepříkov v roce 2012 obdržela ocenění v soutěži Vesnice Vysočiny, konkrétně získala ocenění diplom za zachování venkovského dědictví. Obec Vepříkov v roce 2013 obdržela ocenění v soutěži Vesnice Vysočiny, konkrétně získala ocenění modrá stuha, tj. ocenění za společenský život. Obec Vepříkov v roce 2014 obdržela ocenění v soutěži Vesnice Vysočiny, konkrétně získala ocenění diplom za systematický rozvoj obce. V roce 2015 získala obec ocenění v soutěži Vesnice Vysočiny 2015, konkrétně obdržela Modrou stuhu za společenský život. V roce 2016 získala obec ocenění v soutěži Vesnice Vysočiny 2016, konkrétně obdržela Cenu naděje pro živý venkov - za místní spolkový život a občanskou společnost v obcích. V roce 2017 získala obec ocenění v soutěži Vesnice Vysočiny 2017, konkrétně obdržela Diplom za uchovávání povědomí o historii obce. V roce 2018 získala obec ocenění v soutěži Vesnice Vysočiny 2017, konkrétně obdržela Zlatou stuhu, tj. nejvyšší ocenění.
| Rok            | 1869 | 1880 | 1890 | 1900 | 1910 | 1921 | 1930 | 1950 | 1961 | 1970 | 1980 | 1991 | 2001 | 2006 | 2014 |
| Počet obyvatel | 641  | 675  | 581  | 562  | 602  | 633  | 579  | 515  | 491  | 444  | 416  | 391  | 375  | 361  | 321  |

## Pamětihodnosti
- Stodola krásných krámů - muzeum

## Galerie

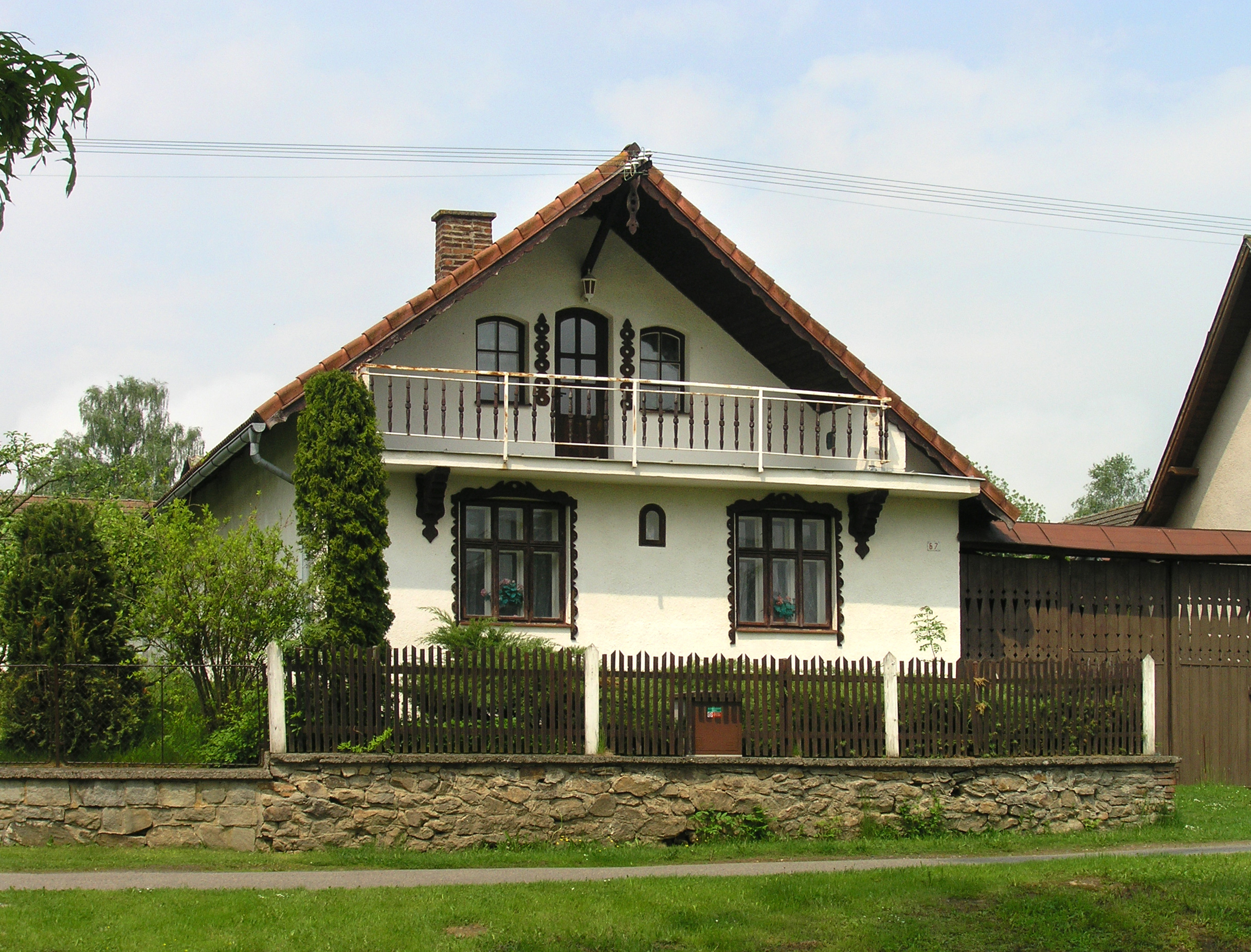
Domek na návsi
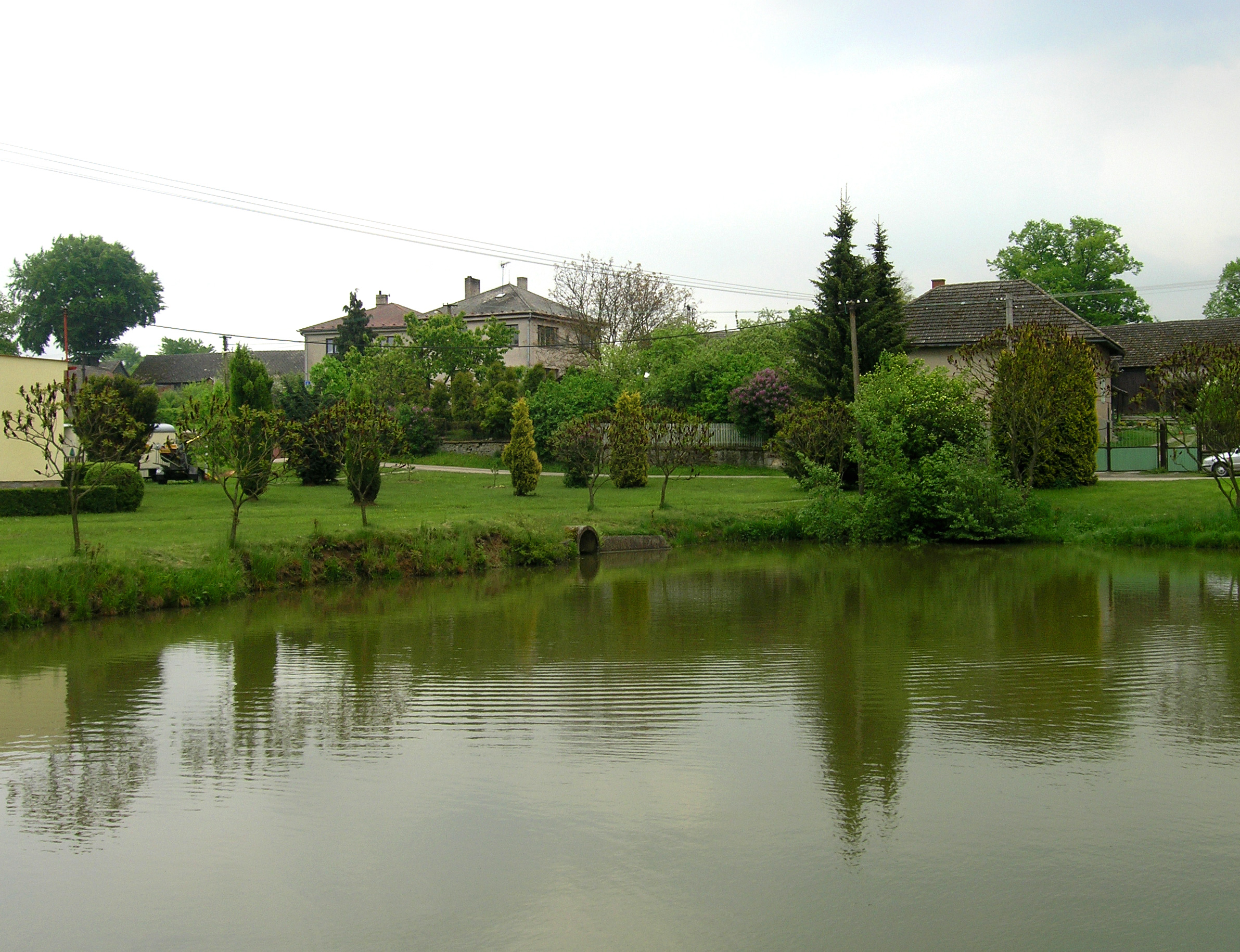
Dolní rybník
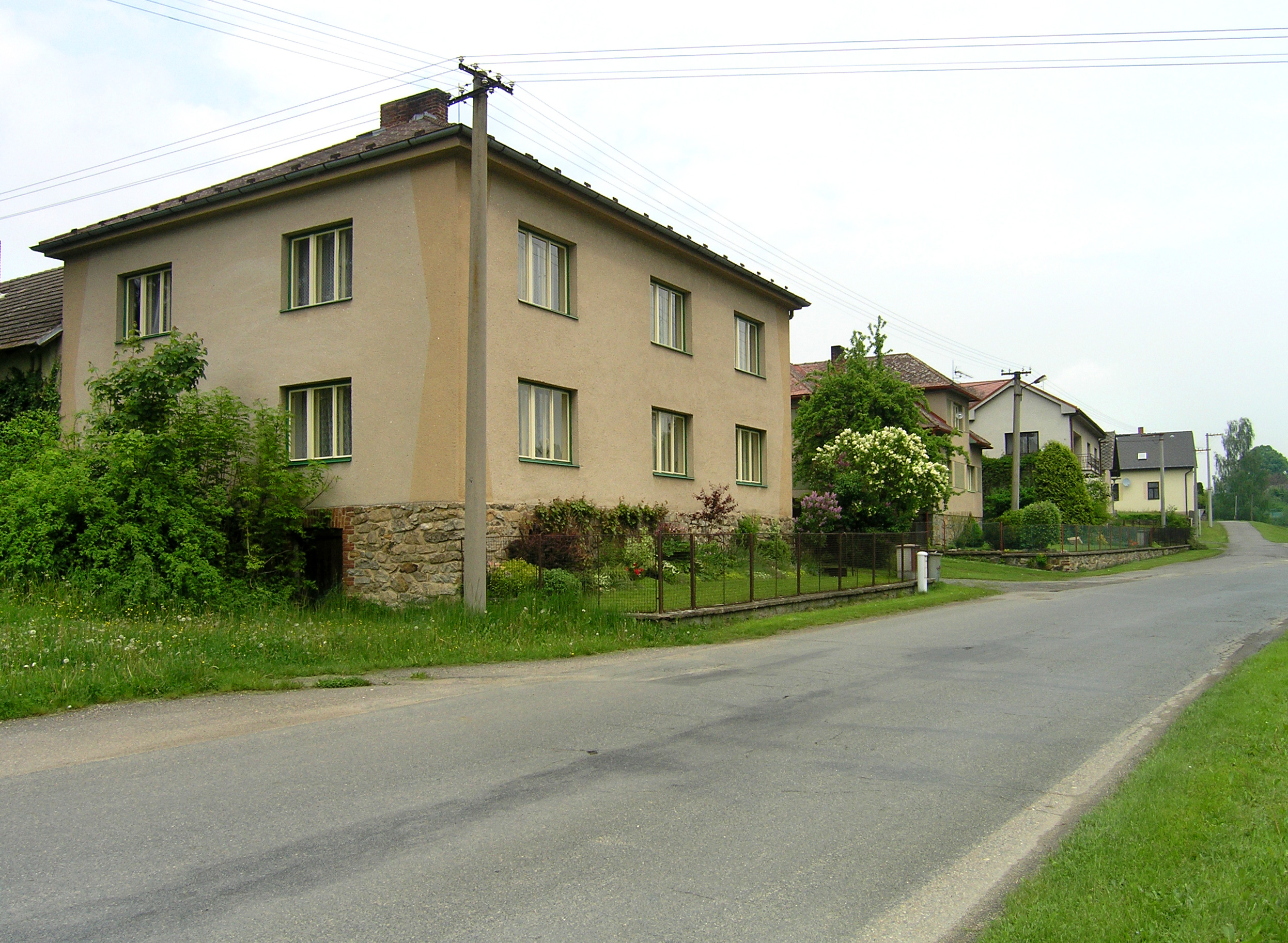
Domy u hlavní silnice
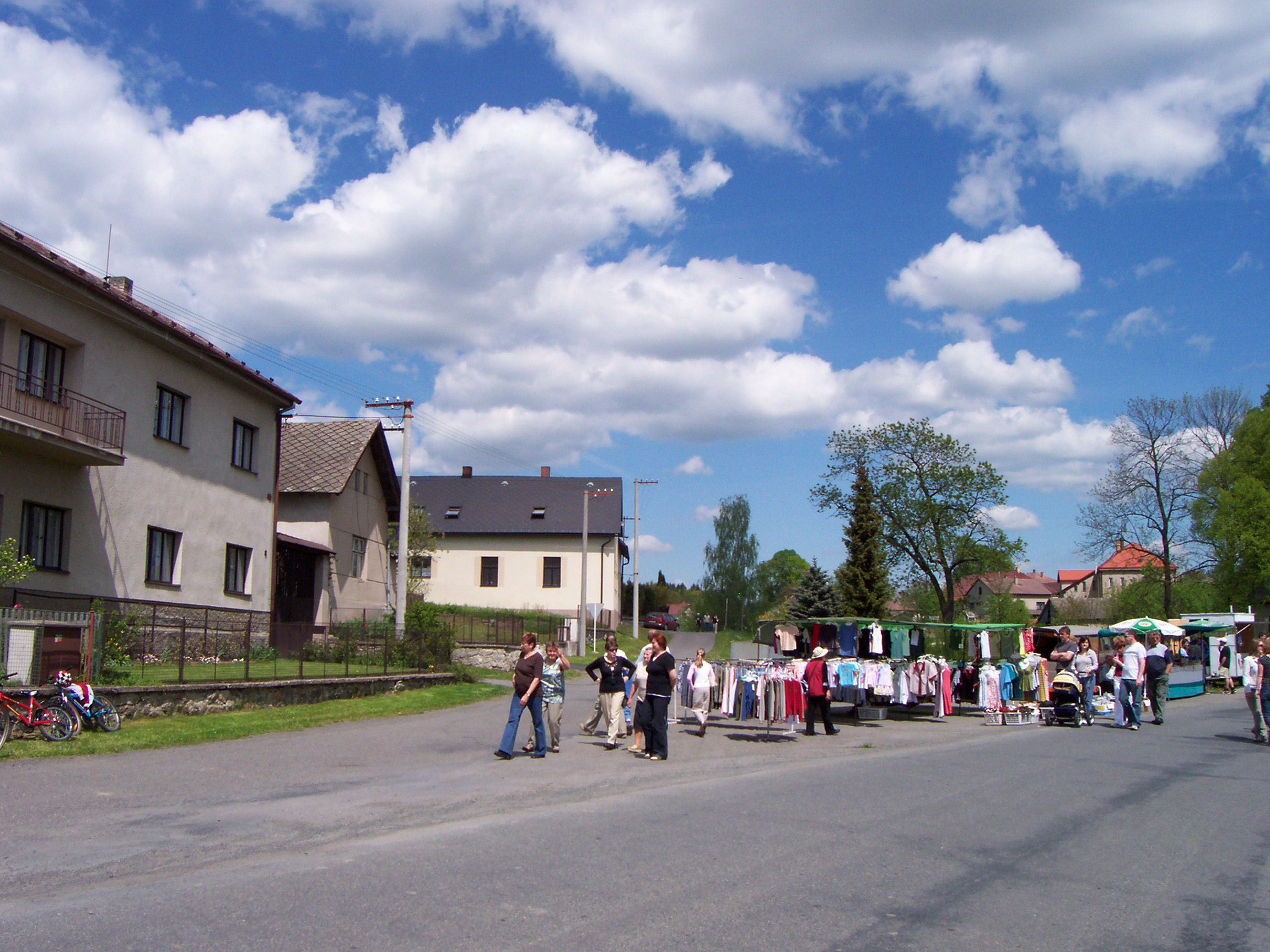
Pouť na návsi